# Schœlcher
Schœlcher is een gemeente in Martinique en telde 19.612 inwoners in 2019. De oppervlakte bedraagt 22,95 km². Het ligt ongeveer 4 km ten noordwesten van de hoofdstad Fort-de-France.
De plaats is in 1889 vernoemd naar Victor Schœlcher, een voorvechter van de afschaffing van de slavernij in Frankrijk en de Franse koloniën.

## Overzicht
De plaats werd oorspronkelijk Case Navire genoemd vanwege de beschermde baai. Vanaf de jaren 1960 kende de plaats een grote groei als voorstedelijk gebied. De Universiteit van Martinique is in Schœlcher gevestigd.
Plage de Madiana is een witzandstrand van ongeveer 200 meter bij de wijk Madiana waar ook de universiteit en de bioscoop gevestigd zijn. Het strand is populair bij de lokale bevolking en de inwoners van de hoofdstad Fort-de-France.

## Geboren
- Garry Bocaly (1988), voetballer
- Wendie Renard (1990), voetbalster
- Jérémié Porsan-Clemente (1997), voetballer
- Mélanie de Jesus dos Santos (2000), turnster

## Galerij

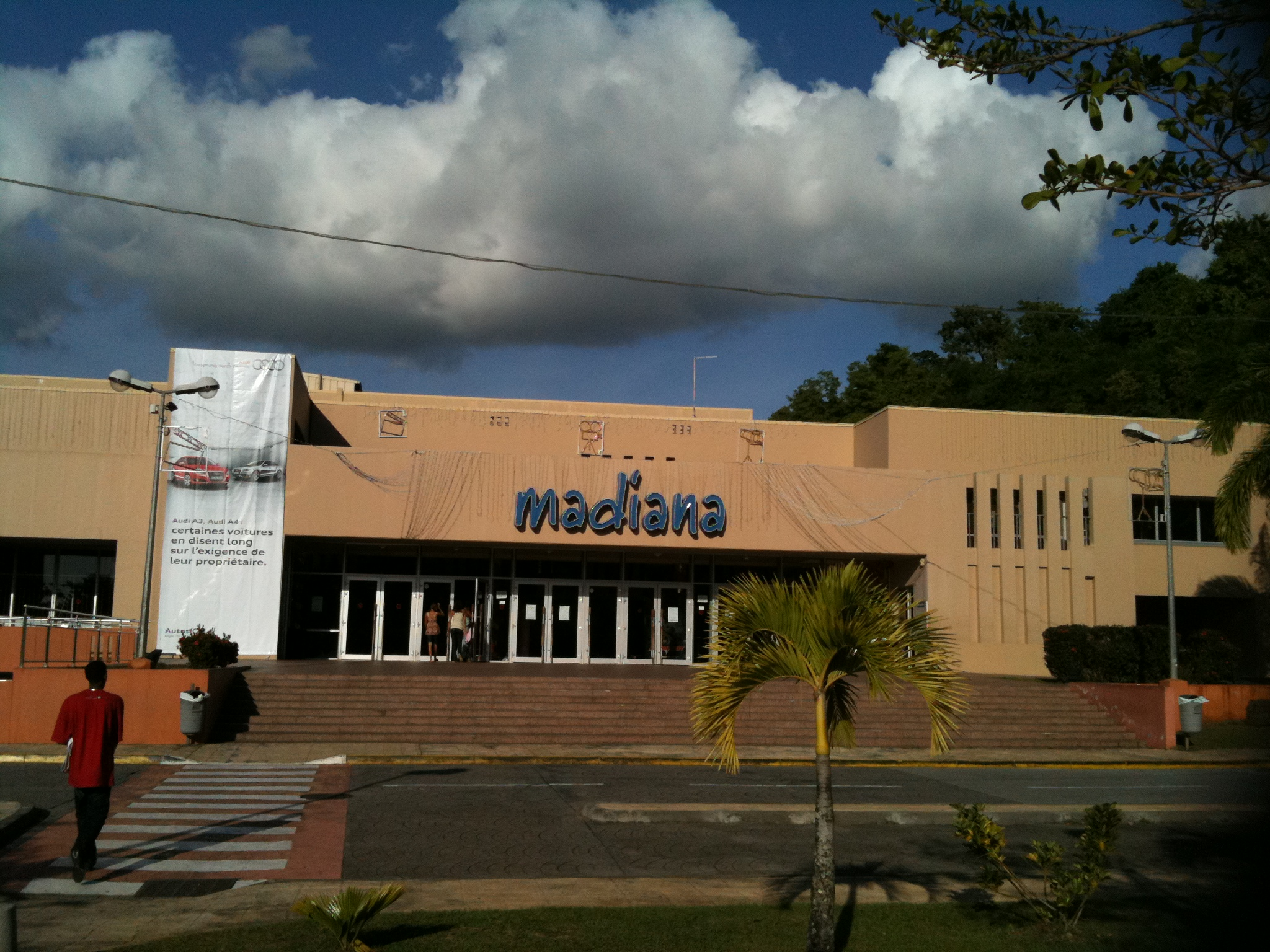
Congresgebouw Madiana
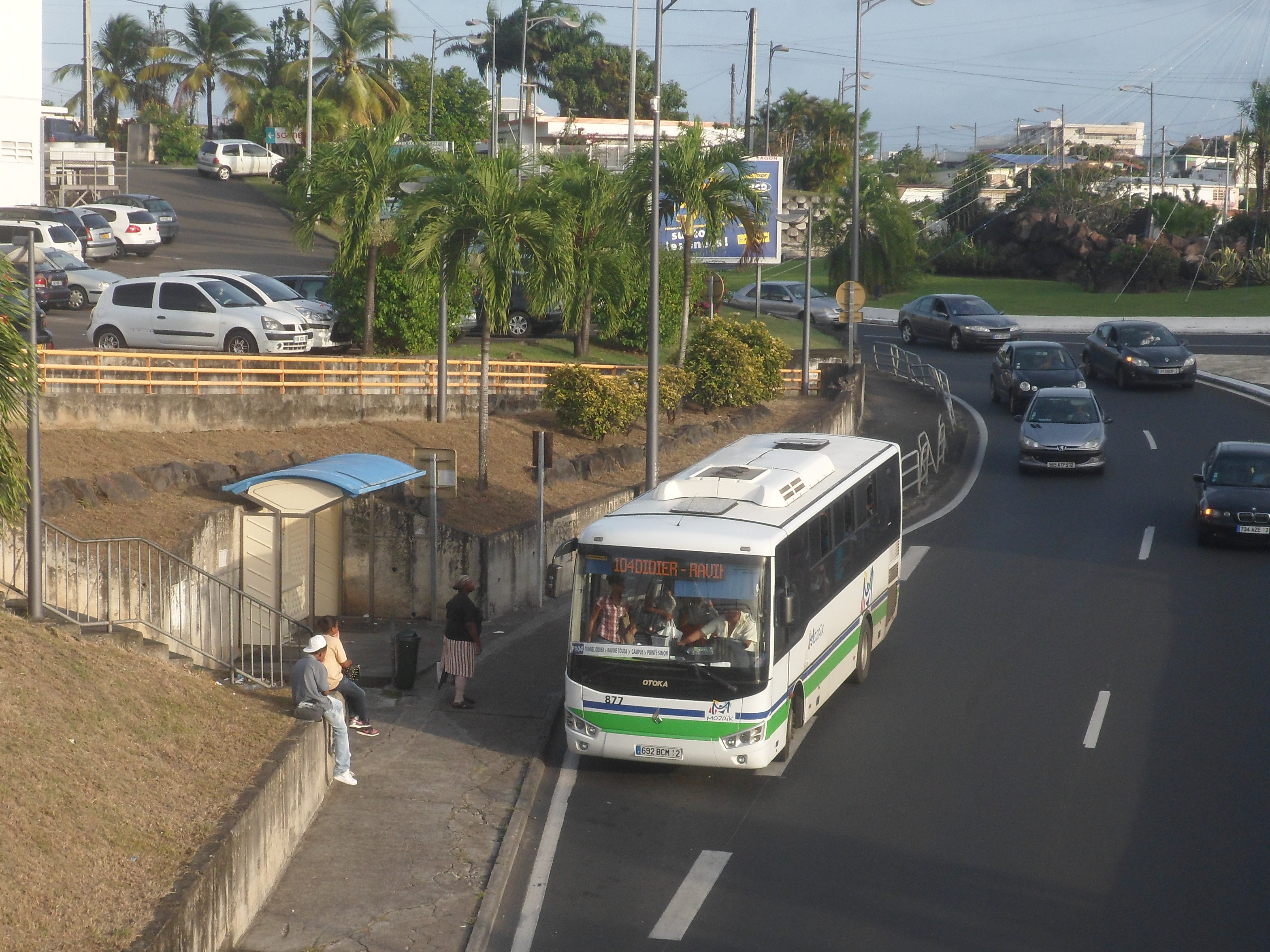
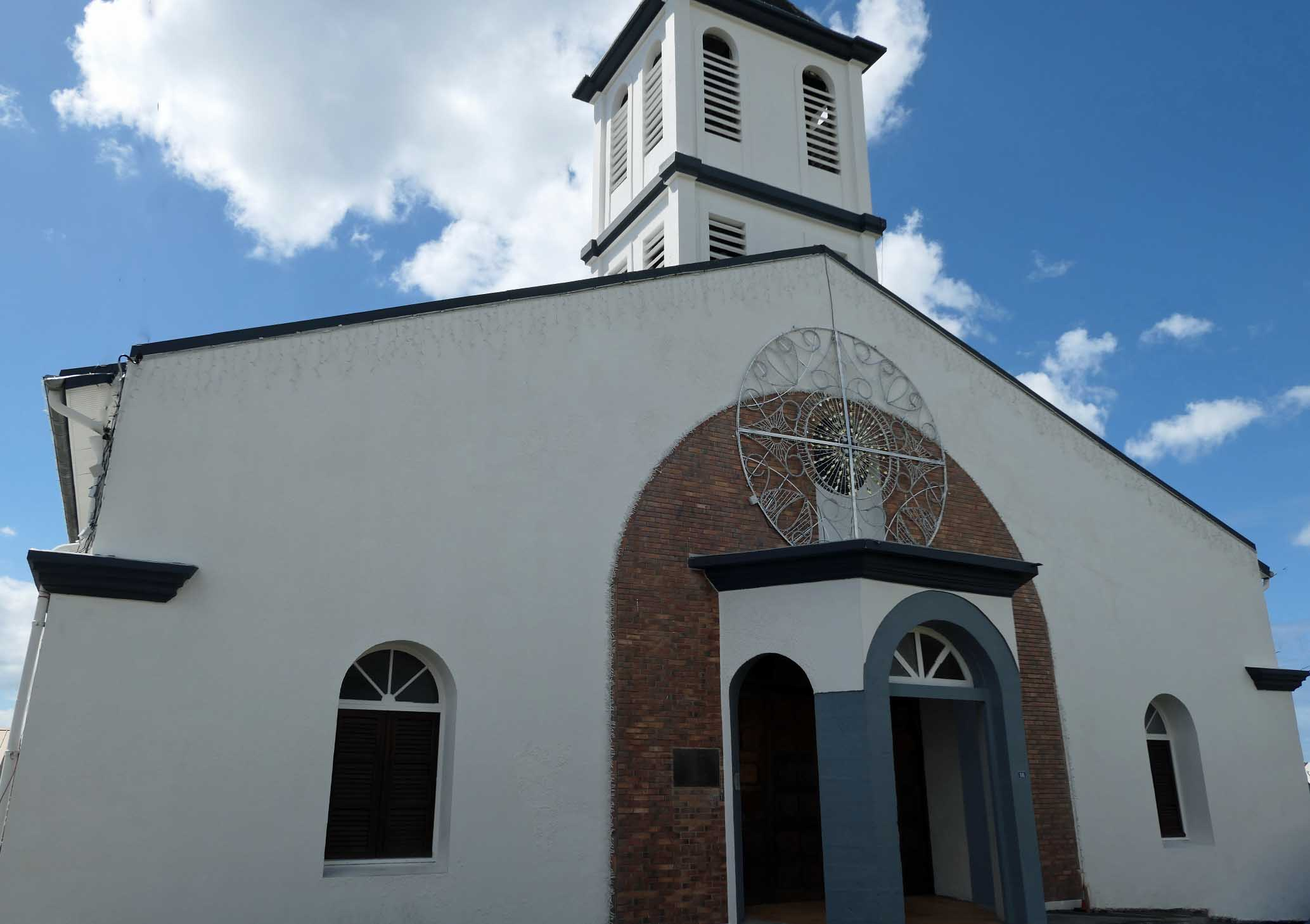

- Virtual International Authority File: 246306215

L'Ajoupa-Bouillon · Les Anses-d'Arlet · 
Basse-Pointe · Bellefontaine · 
Le Carbet · Case-Pilote · 
Le Diamant · Ducos · 
Fonds-Saint-Denis · Fort-de-France · Le François · 
Grand'Rivière · Le Gros-Morne · 
Le Lamentin · Le Lorrain · 
Macouba · Le Marigot · Le Marin · Le Morne-Rouge · Le Morne-Vert · 
Le Prêcheur · 
Rivière-Pilote · Rivière-Salée · Le Robert · 
Saint-Esprit · Saint-Joseph · Saint-Pierre · Sainte-Anne · Sainte-Luce · Sainte-Marie · Schœlcher · 
La Trinité · Les Trois-Îlets · 
Le Vauclin